# Palpomyia decima
Palpomyia decima är en tvåvingeart som beskrevs av Lee 1948. Palpomyia decima ingår i släktet Palpomyia och familjen svidknott. Inga underarter finns listade i Catalogue of Life.